# 新街回族乡 (会泽县)
新街回族乡是中华人民共和国云南省曲靖市会泽县下辖的一个民族乡。

## 行政区划
新街回族乡下辖以下村级行政区划单位：
新街村、花鱼村、闸塘村、联合村、炉墩村、垴包村、马店村、哈卡村、龙潭村、凤凰村、老村、袁家村、以濯村、华竹村、发落村和瓦岗村。